# Ludovicus Episcopius
Ludovicus Episcopius ou Ludovicus de Bisschop, né vers 1520 et mort le 29 avril 1595  à Straubing, est un compositeur de l'école franco-flamande.

## Parcours
Episcopius fit ses études à la cathédrale Saint-Rombaut de Malines sous le maître de chapelle Theo Verelst, qui s'occupa également de l'éducation musicale de Philippe de Monte et Cyprien de Rore.  Episcopius étudia de 1538 à 1541 à l'université de Louvain où il devint prêtre.
De 1545 à 1565 et de 1577 à 1585, il fut maître de chapelle de l'église Saint-Servais de Maastricht.  Il y fut remplacé temporairement par Jean de Chaynee.  Cependant, lorsque celui-ci eut été assassiné, Episcopius reprit son ancien emploi.
Vers 1582, il quitta les Pays-Bas pour Munich où, en 1584, il devint chanteur du chœur sous la direction d'Orlando di Lasso.  En 1591, il fut mis à la retraite et devint chanoine à Straubing.

## Œuvre
Peu de ses œuvres ont été conservées : une Missa super 'Si mon service a mérite', quatre motets, un Salve Regina et douze chansons néerlandaises, dont certaines sont incomplètes.
Les chansons néerlandaises sont les suivantes :
- (nl) Een bier een bierenbroyken (Une bière, une bouillie à la bière)
- (nl) Ghequetst ben ic van binnen (Je suis blessé à l'intérieur)
- (nl) Ick seg adieu, wij twee wij moeten scheiden (Je te dis adieu, il faut qu’on se sépare)
- (nl) Ick zou studeren in eenen hoeck (Je voulais étudier dans un coin)
- (nl) Ic zou studeren in eenen hoeck (chez Phalesius, une version révisée de la composition précédente)
- (nl) Laet varen alle fantasie (Cessez de vous soucier)
- (nl) Princersselijck greijn, die ic ghern aenschouwe (Princesse, celle que j'aime contempler)
- (nl) Princersselijck greijn, die ic gern aenschouwe (chez Phalesius : une version révisée de la composition précédente)
- (nl) Susanna heur baeiende in een fontein (d'après le modèle de Susanne un jour du compositeur Didier Lupi Second)
- (nl) Schoen liefken daer alle mijnen troost aen staet (Belle fille, seule en état de me secourir)
- (nl) Schoon lief uut charitaten (Bel amour, par pitié)
- (nl) Vruecht en deucht mijn hert verhuecht (Plaisir et vertu réjouissent mon cœur)

Ces chansons furent principalement insérées dans deux anthologies : Dat ierste boeck vanden nieuwe Duijtsche liedekens, publiée par l’éditeur Jacob Baethen à Maastricht en 1554, et Een Duijtsch musijck boeck, publiée conjointement par Peeter Phalesius à Louvain et Jean Bellerus à Anvers en 1572.  Une seule de ces chansons est également conservée dans un autre manuscrit.  Des huit chansons du recueil de Baethen, dont aucun exemplaire complet n'a été retrouvé, certaines furent reprises par Phalesius et Bellerus dans leur anthologie de chansons néerlandaises, dont on conserve une copie intégrale qui contient sept chansons d'Episcopius, y compris un nombre d'autres que l'on ne trouve nulle part ailleurs.

## Ressources

### Sources
- (nl) BONDA, Jan Willem.  De meerstemmige Nederlandse liederen van de vijftiende en zestiende eeuw (Les chansons polyphoniques néerlandaises des XVe et XVIe siècles), Hilversum, 1996  (ISBN 90-6550-545-8).
- (de) EPISCOPIUS, Ludovicus.  Fünf weltliche flämische Lieder : zu 3, 5, 6 und 8 Stimmen / Ludovicus Episcopius (Éd. de Max Pr.).
- (en + nl) GRIJP, Louis Peter.  Notice du livret du CD Chansonnier de Maastricht, 1554, par Camerata Trajectina, sous la direction de Louis Peter Grijp, Globe 6046, 1999.
- (fr) Je ne vais plus à la guerre, notice du livret du CD Musique de l'ancienne principauté de Liège (vers 1500 - 1650), par Barocco Locco, sous la direction de Fritz Heller, CYP 5682 (Musique en Wallonie).
- (en) The New Grove Dictionary of Music and Musicians, Londres, 2001.

### Discographie
- Résultats de recherche sur le mot-clé Epsicopius sur le site web www.medieval.org